# SPICE (SCANDALの曲)
「SPICE」（スパイス）は、SCANDALの5作目の配信限定シングル。2020年7月15日にColourful Records内のプライベートレーベル『her』から配信された。

## 概要
- 前作『Living in the city』から約1か月を置いてのリリース。
- 表題曲「SPICE」は、株式会社ミクシィのXFLAGによる、社内外のクリエイターやアーティストのコラボレーションによるクロスクリエイティブプロジェクトの第1弾となる、ショートアニメ『XPICE』の主題歌である[2]。

## 収録曲
1. SPICE
作詞：RINA　作曲：MAMI　編曲：川口圭太
  - XFLAGショートアニメ『XPICE』主題歌